# U-Bahn-Station Neubaugasse
Die Station Neubaugasse ist eine dreigeschoßige, unterirdische Station der Linie U3 an der Grenze zwischen dem 6. und 7. Wiener Gemeindebezirk. Namensgeber ist die Geschäftsstraße Neubaugasse. Die Station, die sich zwischen Kirchengasse und Neubaugasse erstreckt, verfügt über Seitenbahnsteige, die sich in zwei übereinander angeordneten Tunnelröhren befinden.
Sie wurde am 4. September 1993 mit der Eröffnung des zweiten Teilstücks der U3 zwischen Volkstheater und Westbahnhof ihrer Bestimmung übergeben und zählt zu denjenigen Stationen im Wiener U-Bahn-Netz mit den am weitesten auseinander liegenden Ein- und Ausgängen. Diese führen einerseits über ein Zwischengeschoß auf die Mariahilfer Straße und andererseits in das Kellergeschoß des Kaufhauses Gerngross an der Ecke Kirchengasse/Mariahilfer Straße. Die Lage direkt unter der umsatzstärksten Wiener Einkaufsstraße sorgt für ein hohes Fahrgastaufkommen, führte aber auch in den letzten Jahren zur Ausbreitung einer Bettler- und Drogenszene. Diese Publikumsfrequenz machte die Station auch zum Ziel von „Public Branding“.
In der Nähe der Station befindet sich das Haus des Meeres.

## Ausbauprojekt „Linienkreuz U2/U5“
Bis zum Jahr 2030 wird hier auch eine Station der U2 im Rahmen ihrer Südverlängerung vom Rathaus zum Matzleinsdorfer Platz entstehen. Die Bahnsteige werden in einer Tiefe von 35 Metern unter den doppelstöckigen Bahnsteigen der U3 errichtet. Damit werden die Bahnsteige der U2 die tiefsten im gesamten Wiener U-Bahn-Netz sein. Zu den bestehenden Ausgängen kommen noch Aufzüge und Treppen in der Mariahilfer Straße und der Kirchengasse hinzu.
Zu Beginn des Jahres 2020 wurde mit den Vorarbeiten für die U2-Station begonnen.
Über den neuen Aufgang in der Kirchengasse wird auch die Straßenbahnlinie 49 unmittelbar an die U-Bahn-Station angebunden sein.
Die Nachbarstationen im Verlauf der U2 werden die U-Bahn-Station Rathaus und die U-Bahn-Station Pilgramgasse sein.

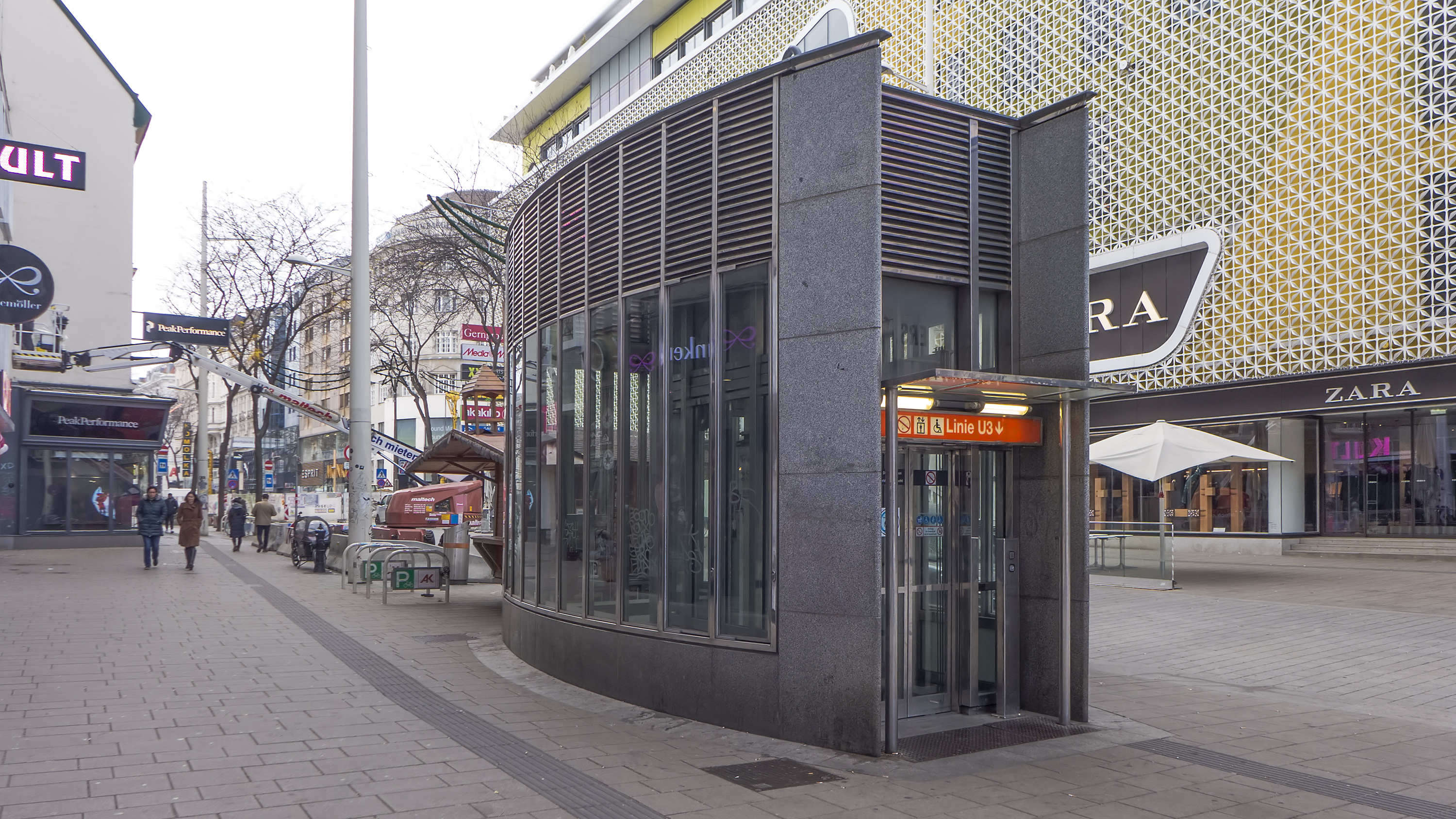
Liftabgang in der Mariahilfer Straße
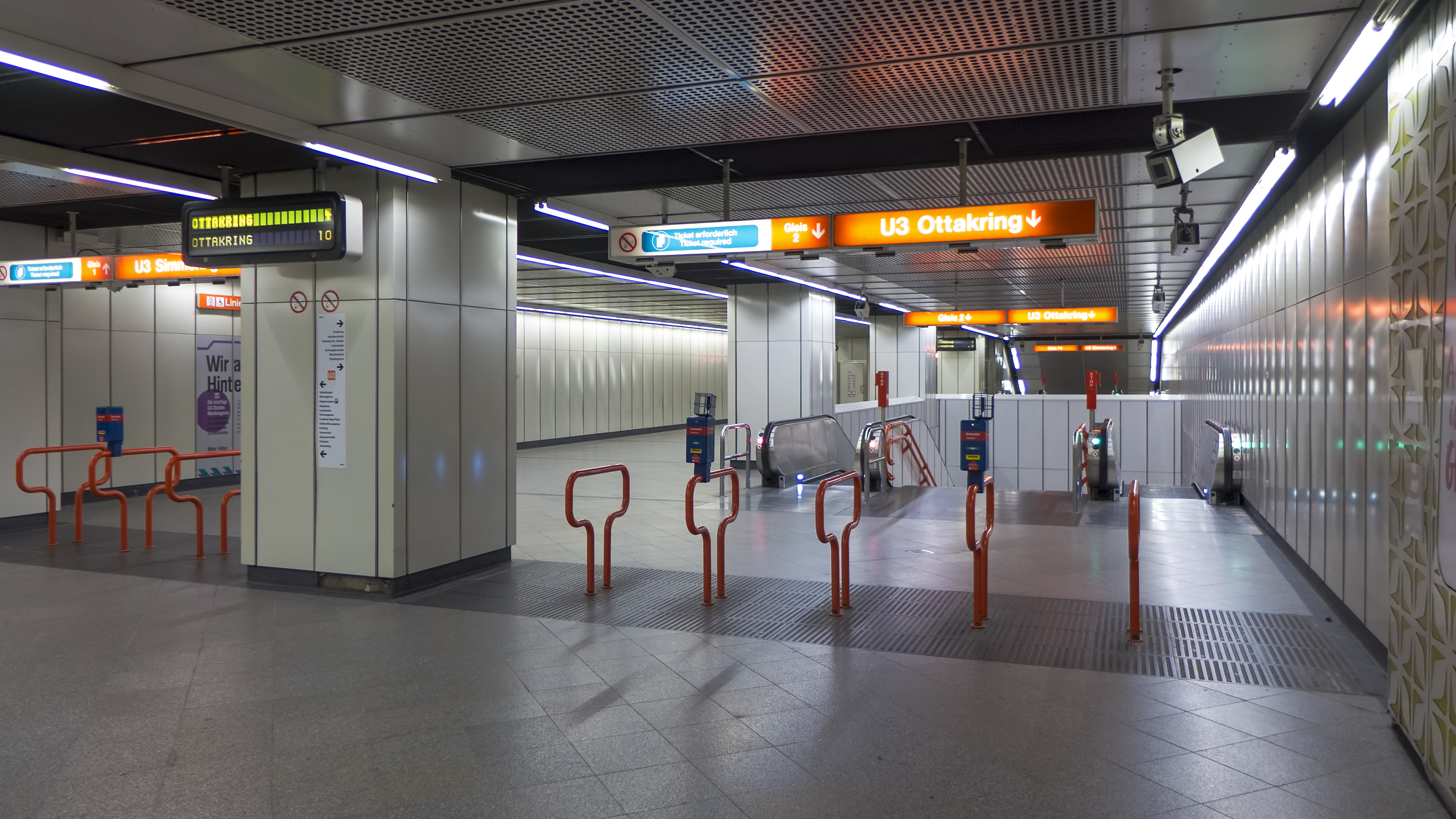
In der Station
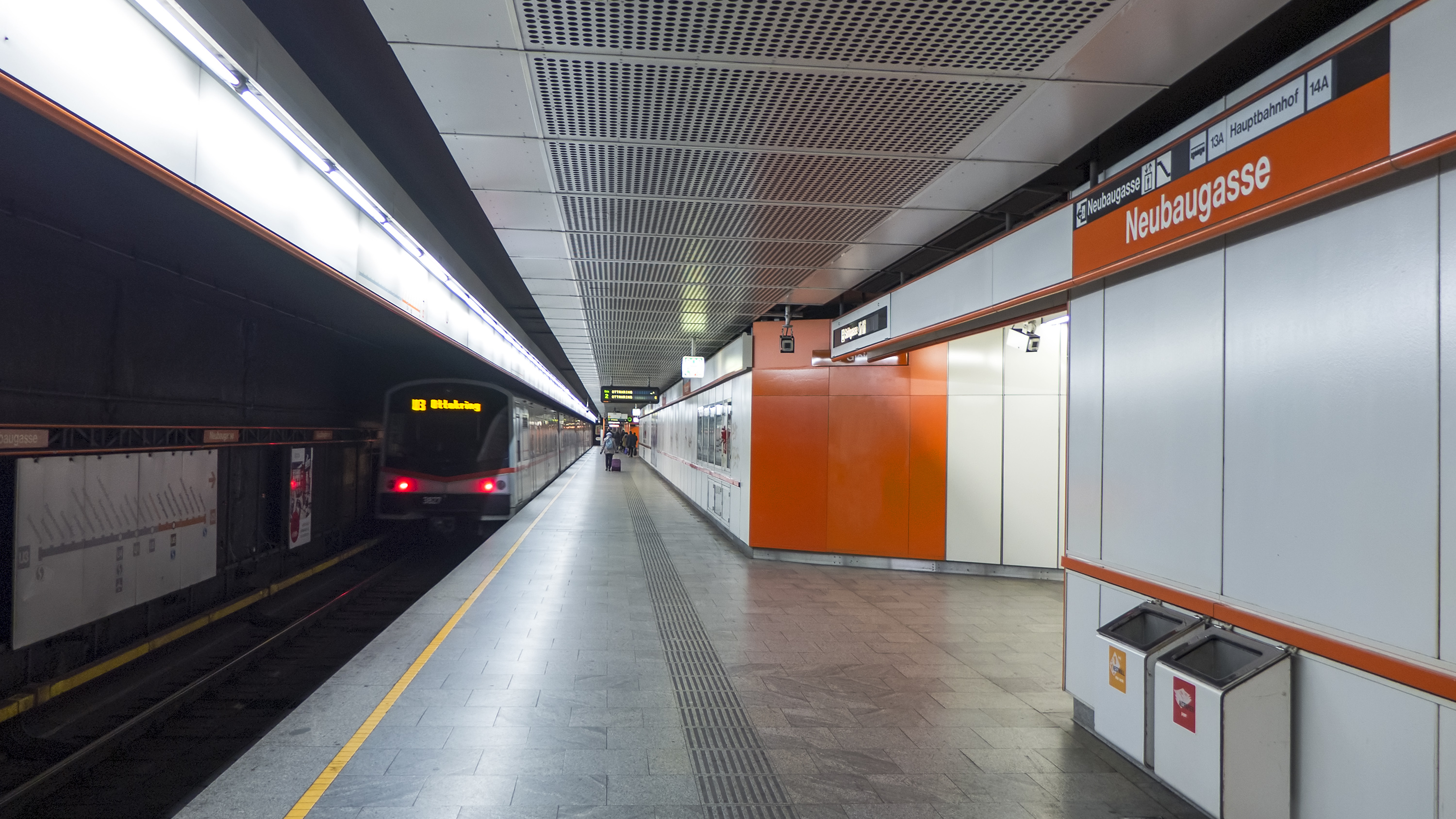
Gleis 2 Richtung Ottakring unten
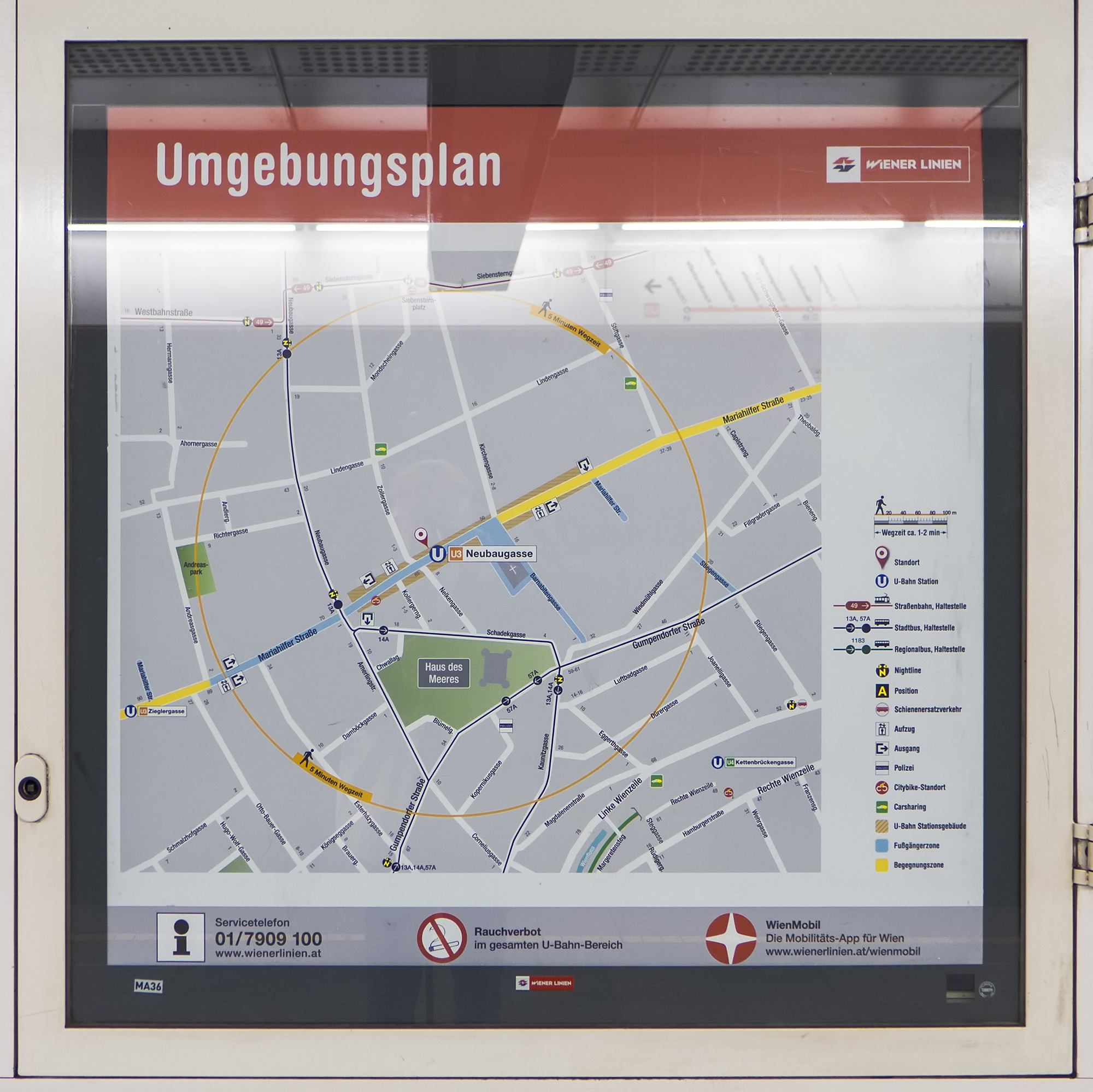
Umgebungsplan
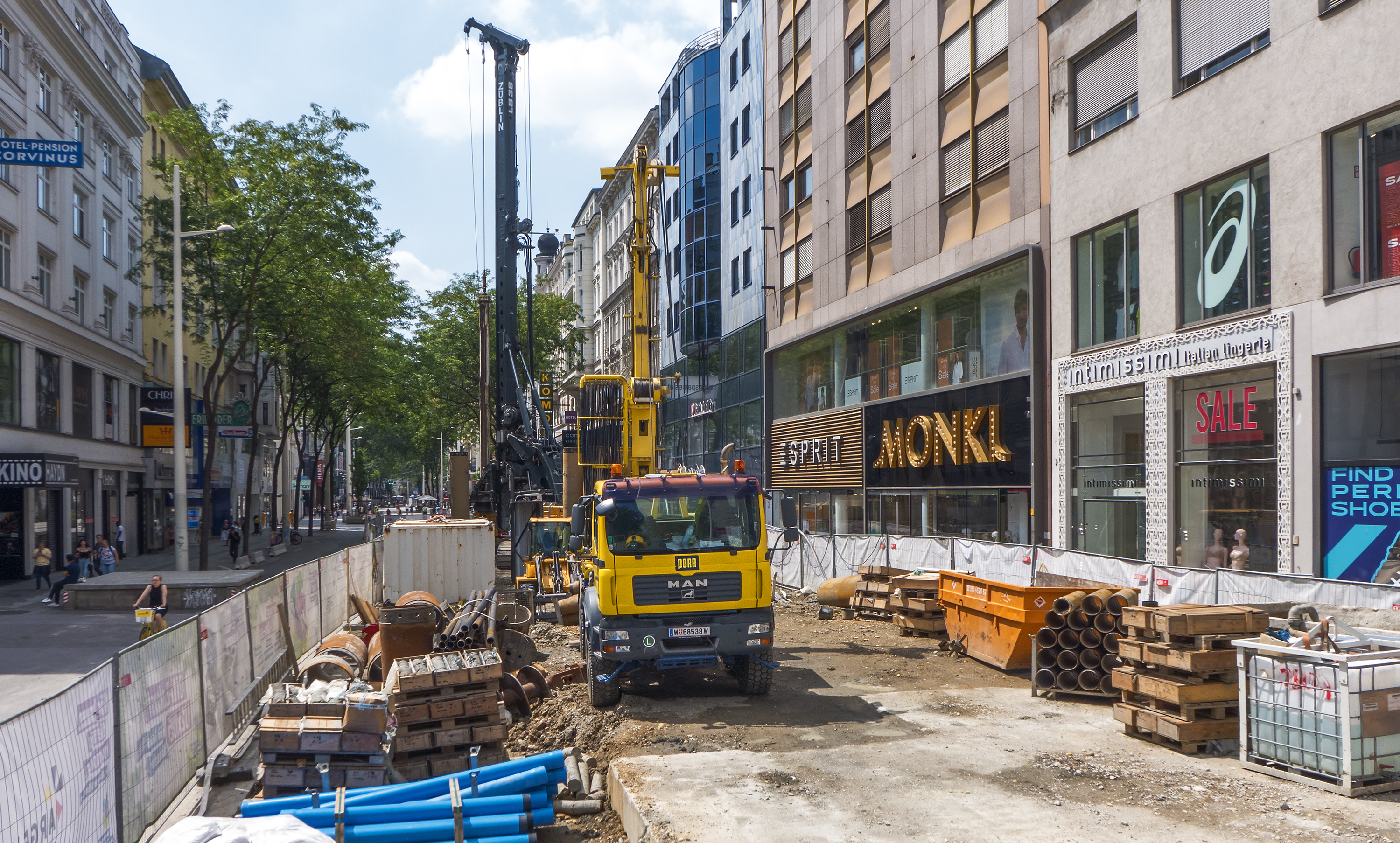
Baustelle der neuen U2-Station Neubaugasse